# Myomys
Myomys is een geslachtsnaam die is gebruikt voor Afrikaanse knaagdieren uit de muizen en ratten van de Oude Wereld, meestal voor de groep soorten die nu Myomyscus wordt genoemd. Myomys zelf blijkt namelijk een synoniem van Mastomys te zijn (zie het artikel over Myomyscus voor meer informatie).